# Boeslunde guldfund
Boeslunde guldfund (guldfundene fra Boeslunde, guldringene fra Boeslunde eller Borgbjerg guldfund) er et depotfund fra den yngre bronzealder. Det består af en række genstande i guld fundet omkring Boeslunde på Sydvestsjælland. Der er flere edsringe, skåle og flere tusinde små spiraler, alt sammen af guld, som er blevet fundet ad flere omgange over 150 år.
Området er blevet kaldt Nordeuropas mest guldrige i bronzealderen, og de mange fund på i alt omkring 4,5 kg guld udgør tilsammen et af de største guldfund fra bronzealderen i Nordeuropa.

## Fundene
I 1842 blev der fundet to guldskåle på Borgbjerg Banke umiddelbart sydvest for Boeslunde Kirke under pløjning. De ene kar var beskadiget af ploven og det manglende stykke kunne ikke lokaliseres. De blev fundet af politikeren Frederik Borgbjergs bedsteforældre. Skålene var 9,4 cm høje og 17,5 cm i diameter, og der blev udbetalt 454 rigsdaler i danefægodtgørelse.
I 1874 blev der under pløjning på banken fundet yderligere fire guldskåle omkring 70 alen (ca. 44 m) fra det sted, hvor de to skåle blev fundet i 1842. Fundet bestod af to bægre og to øser, der havde et guldbelagt bronzehåndtag, som var udformet som heste. Sammenlagt vejede de to fund 1,2 kg. Skålene var ca. 10 cm høje og 11,5 cm og 10 cm i diameter. Der blev udbetalt 548 rigsdaler i danefægodtgørelse.
I Neble omkring 250 m nord for Borgbjerg Banke fandt en niårig pige i 1981 en tredelt edsring i guld. Hendes forældre fandt yderligere en ring, og hendes bror fandt også en. Presseomtalen fik en kvinde fra lokalområdet til at kontakte Nationalmuseet, da hun havde endnu en ring, som hun havde fået med, da hun købte et gammelt strygejern. Finderen troede, at ringen var af messing. I 1993 fandt en kusk under en træning en femte ring, da marken var blevet omdannet til travbane. I 2009 blev der fundet yderligere en ring af en amatørarkæolog med metaldetektor. Sammenlagt vejer de seks ringe næsten 3 kg.
I 2013 blev der fundet yderligere fire edsringe af to amatørarkæologer med metaldetektor.
I 2015 blev der fundet omkring 2000 guldspiraler af snoede strimler.
Omkring 200 sydvest for Borgbjerg Banke blev der i 1838 fundet to bronzelurer i et mosehul, som bliver sat i forbindelse med det vigtige sted, som Borgbjerg Banke har været i bronzealderen.
Fundene er udstillet på Nationalmuseet.

## Galleri
- Edsringe fra Boeslunde
- Edsring funde i Neble
- Guldskål med hestehovedhank
- Guldskåle fundet ved Borgbjerg